# Kris De Bruyne

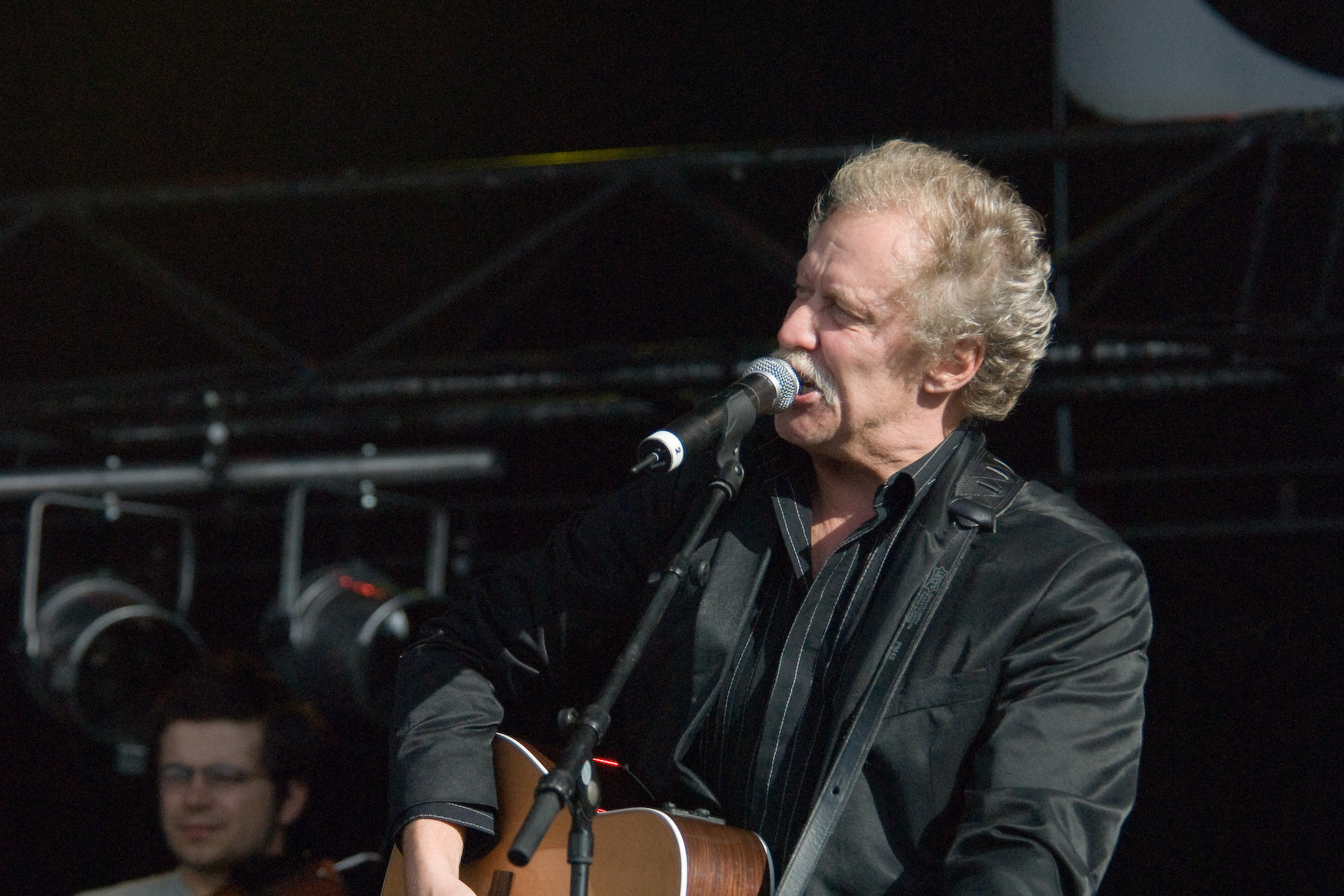
Kris De Bruyne, 2006

Kris De Bruyne (* 20. März 1950 in Antwerpen; † 3. Februar 2021) war ein belgischer Sänger.
De Bruyne sang niederländisch, da er aus Flandern stammte. Seine Karriere begann im Jahre 1973. In diesem Jahr gründete er seine erste Band. Im Jahre 2004 tourte er ohne Band. Eine Käsefirma spielte seinen Song Amsterdam in einer Werbung im selben Jahr. Auch in den Niederlanden war er sehr berühmt. De Bruyne war der Sohn des Historikers Arthur De Bruyne.

## Diskografie
- Kris De Bruyne (Vogue, 1973)
- Ook voor jou (Vogue, 1975)
- Ballerina’s (Philips, 1977)
- Paprika (Philips, 1979)
- Kris De Bruyne Band (CNR, 1985)
- Oog in oog (Philips, 1989)
- Keet in de lobby (Alora, 1993)
- Mirward (Alora, 1994)
- Van mijlenver over de grens (Alora, 1996)
- Buiten de Wet (Culture Records, 2001)
- Westende Songs (2005) Producer: Jean-Marie Aerts. Special guests: Patrick Riguelle, Henri Ylen, Filip Casteels & Luc De Vos.
- La Matanza songs (2011)
- In levende lijve (2015)